# Ursus C-45
Ursus C-45 – ciągnik rolniczy produkowany w latach 1947–1954 przez Zakłady Mechaniczne Ursus w Czechowicach (obecnie warszawska dzielnica Ursus).

## Historia modelu
Na początku 1946 roku podjęto decyzję o rozpoczęciu produkcji w Polsce ciągników rolniczych. Ze względu na konieczność szybkiego wdrożenia do produkcji tego typu pojazdu, zdecydowano o skopiowaniu konstrukcji niemieckiego ciągnika Lanz Bulldog D9506, którego wiele egzemplarzy zostało w granicach Polski, pozostawionych przez Niemców po II wojnie światowej. Jego zaletami była stosunkowo duża moc przy prostej budowie i obsłudze. Prace nad dokumentacją techniczną prowadzone były pod kierunkiem inż. Edwarda Habicha i ukończone zostały w lipcu 1946 roku. Na przełomie lutego i marca 1947 roku rozpoczęto prace nad prototypem ciągnika pod oznaczeniem LB-45, który zaprezentowany został publicznie 1 maja 1947 roku podczas pochodu pierwszomajowego w Warszawie. Produkcję seryjną ciągników już pod oznaczeniem C-45 uruchomiono we wrześniu 1947 roku. Do końca tego roku zbudowano 130 sztuk, zaś w I kwartale 1948 r. – 227, a w kwietniu 1948 r. – 103 egzemplarze. Na początku lat. 50 XX produkowano po kilka tysięcy egzemplarzy rocznie.
Do napędu Ursusa C-45 zastosowany został 1-cylindrowy dwusuwowy silnik średnioprężny typu C-45 o pojemności skokowej 10 300 cm³ i mocy maksymalnej 33 kW (45 KM), zblokowany z 3-biegową skrzynią biegów. Cylinder umieszczony był poziomo. Uruchamianie silnika odbywało się przez podgrzewanie znajdującej się z przodu gruszki żarowej ręczną lampą lutowniczą. Po podgrzaniu należało wyjąć koło kierownicy wraz z kolumną i wsunąć w jedno z bocznych kół zamachowych. Następnie, przez przekręcenie kierownicy, można było uruchomić silnik. Wymagało to sporej siły fizycznej i wprawy.
Ciągnik ten produkowany był początkowo tylko w wersji na kołach stalowych, później na ogumionych. W trakcie produkcji poddawany był stopniowej modernizacji. Ciągnik C-45 o numerze seryjnym 00001 został w lipcu 1947 r. przekazany do PGR w Pyrzycach. Używany był do orek na glebach ciężkich i gliniastych; bez remontu kapitalnego pracował 12 000 godzin.
W wyniku modernizacji starzejącego się modelu C-45 powstał ciągnik Ursus C-451. Ciągniki C-45 i C-451 były eksportowane do Brazylii, Chin i Korei w liczbie około 6000 sztuk.

## Dane techniczne
- typ silnika – Bulldog C-45
- rodzaj silnika – dwusuwowy, średnioprężny, jednocylindrowy, chłodzony cieczą
- pojemność silnika – 10 300 cm³
- znamionowa moc silnika – 33 kW (45 KM) przy 650 obr./min
- liczba obr./min przy normalnym obciążeniu – 630
- najmniejsza liczba obr./min podczas pracy luzem – 350
- układ cylindra – poziomy
- stopień sprężania – 4,75
- średnica cylindra – 225 mm
- skok tłoka – 260 mm
- paliwo zasadnicze – ciężkie oleje naftowe (olej gazowy itp.)
- jednostkowe zużycie paliwa przy normalnym obciążeniu – 280 g/(KM×godz)
- sprzęgło – dwutarczowe, suche
- skrzynia biegów – trzybiegowa z przyspieszaczem (wersja z kołami ogumionymi)
- liczba biegów do jazdy w przód:
  - 3 (wersja z kołami żelaznymi)
  - 6 (wersja z kołami ogumionymi)
- liczba biegów wstecznych:
  - 1 (wersja z kołami żelaznymi)
  - 2 (wersja z kołami ogumionymi)
- prędkość jazdy:
  - 3,5–6,2 km/h (wersja z kołami żelaznymi) – I bieg – 3,5 km/h; II bieg – 4,7 km/h; III bieg – 6,2 km/h; wsteczny – 4,4 km/h
  - 3,3–16,7 km/h (wersja z kołami ogumionymi) – I bieg – 3,3 km/h; II bieg – 4,4 km/h; III bieg – 5,8 km/h; IV bieg – 9,4 km/h; V bieg – 12,6 km/h; VI bieg – 16,7 km/h; wsteczny – 4,1 km/h; wsteczny przyspieszony – 11,9 km/h
- siła uciągu:
  - 17 kN (1750 kG) (wersja z kołami żelaznymi)
  - 21,5 kN (2200 kG) (wersja z kołami ogumionymi)
- wymiary: koła stalowe / ogumione:
  - długość – 3542 / 3522 mm
  - szerokość – 1675 / 1835 mm
  - wysokość – 2300 / 2190 mm
  - rozstaw osi – 2035 / 2035 mm
  - rozstaw kół przednich – 1370 / 1420 mm
  - rozstaw kół tylnych – 1370 / 1505 mm
  - prześwit w najniższym punkcie podwozia – 330 / 220 mm
  - wysokość osadzenia zaczepów:
    - hak pociągowy – 870/800/675 / 820/750/625
    - zaczep rolniczy – 440 / 385

  - najmniejszy promień skrętu – 4,4 / 4,5 m
- Obciążenie osi w gotowości do pracy ciągnika: koła stalowe / ogumione:
  - oś przednia – 1340 / 1400 kg
  - oś tylna – 2290 / 2260 kg
  - razem – 3630 / 3660 kg
- maksymalna siła uciągu bez uwzględnienia poślizgu w kG – 1750 (koła stalowe); 2200 (koła ogumione)